# 库尔特·扎德克·勒温
库尔特·扎德克·勒温（英語：Kurt Zadek Lewin，1890年9月9日—1947年2月12日）是一位德国犹太裔美国心理学家，他是现代社会心理学、组织心理学和应用心理学的创始人，常被称为“社会心理学之父”，最早研究群体动力学和组织发展。

## 生平
1890年9月9日，库尔特·扎德克·勒温出生在德国普鲁士波森省莫吉尔诺乡村（今属波兰）的一个犹太人家庭。1905年，全家迁往首都柏林。1909年，他进入弗萊堡大学学习医学，以后转入慕尼黑大学学习生物学，1910年又转入柏林大学，在卡尔·斯图姆夫的指导下，攻读心理学。当时，后来格式塔心理学的三位创始人马科斯·韦特墨、沃尔夫冈·苛勒和科特·考夫卡也都是斯图姆夫的学生。勒温原本应该在1914年获得博士学位，但是恰逢第一次世界大战爆发，于是他加入德国陆军作战，官至陆军中尉。由于在战争中负伤，他获得铁十字勋章。然后他回到柏林大学，终于获得博士学位。
库尔特·扎德克·勒温起初属于行为主义心理学学派，后来由于与马科斯·韦特墨、沃尔夫冈·苛勒等共事，转而接受了格式塔心理学。勒温与早期的法兰克福学派有密切的联系，法兰克福学派起源于一个主要由犹太人马克思主义者构成的有影响的团体。1933年，阿道夫·希特勒在德国掌权，学会解散，成员经英国前往美国。
1933年8月，纳粹在德国掌权以后，开始迫害犹太人，于是库尔特·勒温移居美国，在1940年成为美国公民。勒温任教于康奈尔大学以及爱荷华大学儿童福利研究工作站。1944年，他又在麻省理工学院建立了群体动力学研究中心。
1947年2月12日，他在美国马萨诸塞州的牛顿维尔因心脏病发作去世，运回家乡埋葬。